# Carmen Valdés
Carmen Laura Valdés Capote, kubanska atletinja, * 23. november 1954, San José de las Lajas, Kuba.
Nastopila je na poletnih olimpijskih igrah v letih 1972 in 1976, leta 1972 je osvojila bronasto medaljo v štafeti 4×100 m in se uvrstila v polfinale teka na 100 m.